# ¥eah ¥eah ¥eah No
¥eah ¥eah ¥eah No is de derde officiële ep van multi-instrumentalist en zanger Jett Rebel. De ep kwam op 18 januari 2019 zonder enige aankondiging uit. Van deze ep is één single gelanceerd op 7 juni 2019, Waiting For The Weekend. Deze viel samen met de eerste kennismaking voor Rebel in Engeland. Op 11 juni 2019 deed Rebel in Londen zijn eerste show aan in Notting Hill Arts Club. Jett Rebel zal op 30 september 2019 terugkeren naar Londen voor een aantal optredens.

## Single
Rebel vertelde aan het online Engels muziekblad Ventsmagazine dat Waiting For The Weekend gaat over: "De sleur van het dagelijkse leven, het saaie leven. Ik heb het gevoel dat zovelen van ons wachten op het 'weekeind'. Persoonlijk heb ik deze scheiding tussen weekdagen en weekeind niet meer, omdat ik altijd werk. Als ik een echte vrije dag heb, is het meestal eerder een maandag of dinsdag. 'Het weekeind', dus het weekeind is wanneer we vrij zijn om te zijn wie we willen zijn en te doen wat we willen doen."
Van de single is er een onofficiële videoclip uitgekomen verzorgd door Copper Brown in samenwerking met Jett Rebel. Waiting For The Weekend wordt daar live gespeeld door Rebel, solo met alleen een elektrische gitaar.

## Studio-opname
Jett Rebel dook bij het opnemen van ¥eah ¥eah ¥eah No voor de tweede keer de studio in met het powertrio Jett Rebel 3, dit keer met drummer Willem van der Krabben en bassist Xander Vrienten. Dit is de tweede keer dat Rebel ervoor kiest niet alles in zijn eentje te doen. Net zoals in 2016 bij het opnemen van de plaat Don't Die On Me Now. De ep werd live opgenomen in de Wisseloordstudio's. "Alles wat je hoort op de plaat klinkt precies zoals het moet zijn, zegt Rebel hierover tegen music-news uit de UK"." Voor deze ep zijn er drie extra nummers live ingespeeld maar die hebben uiteindelijk de ep niet gehaald. Het gaat over de liedjes Lady On The Hill, Bleed Me An Ocean en Slowdancer. Deze nummers worden wel met regelmaat live gespeeld tijdens optredens op festivals of een tour bijvoorbeeld. Iets wat Rebel vaker doet tijdens zijn liveshows, onuitgebracht werk ten gehore brengen.

## Afspeellijst
Alle liedjes werden geschreven door Jett Rebel
1. "Waiting For The Weekend" - 1:58
2. "Take Me" - 3:23
3. "Dancing Through The Room" - 3:34
4. "Do You want Me" - 3:29
5. "I See You" - 4:25[6]

Totale duur van het album: 16 minuten en 52 s

## Productie
De EP is geschreven, gecomponeerd, gearrangeerd en geproduceerd door Jett Rebel. De audio-engineering werd gedaan door Felix Tournier. De ep is gemixt door Peter Kriek. De mastering deed Darcy Proper in de Wisseloordstudio's.
Live opgenomen:
- Jett Rebel - zang, gitaar
- Xander Vrienten - basgitaar
- Willem van der Krabben - drums

Het album is alleen digitaal te verkrijgen via iTunes of te beluisteren via verschillende streamingdiensten.
Het artwork concept is van Jett Rebel, de foto op de hoes werd gefotografeerd door Jens van der Velde. Van der Velde vertelt hierover: "Jett Rebel daagde me op een artistieke manier uit om meer grijs dan zwart in deze foto te vragen voor zijn nieuwste ep ¥eah ¥eah ¥eah No. Gelukkig is de foto gemaakt bij daglicht. Eén take, geen postproductie, net zoals hij zijn tracks opnam."
¥eah ¥eah ¥eah No is uitgebracht onder het eigen label van Jett Rebel, Baby Tiger Records.

## Ontvangst
De Engelse media heeft met name veel aandacht geschonken aan de uitgebrachte single van de ep ¥eah ¥eah ¥eah No. De kritieken waren positief. Zo schreef de Engelse muzieksite Subba-Cultcha: "Met ‘Waiting for the Weekend’, serveert Jett Rebel een perfect stukje 50's rock 'n' roll-infuus punk-pop. Het is groot, het is sexy en het is glamoureus. Een gegarandeerde, massief gouden oorworm van een single. Jett Rebel leeft, eet en ademt muziek."
Lefturewave schreef in zijn blog: "Waiting For The Weekend klinkt erg goed. Ik ben een grote fan van de energieke vocale uitvoering, het klinkt zo rauw. Daarnaast zijn de melodieën geweldig en de pakkende vibes zijn surrealistisch!"